# Église épiscopalienne de l'Emmanuel

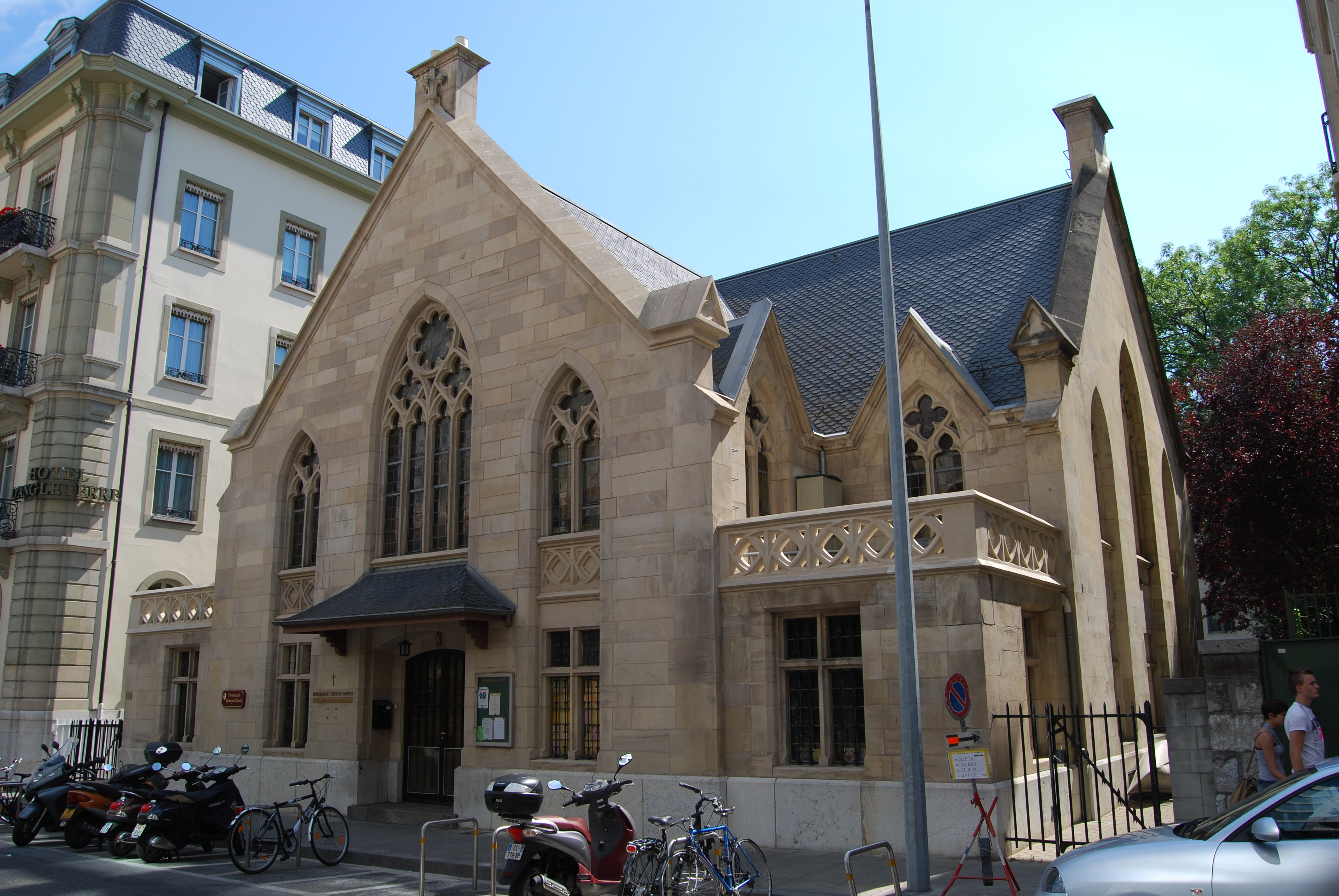
Vue arrière

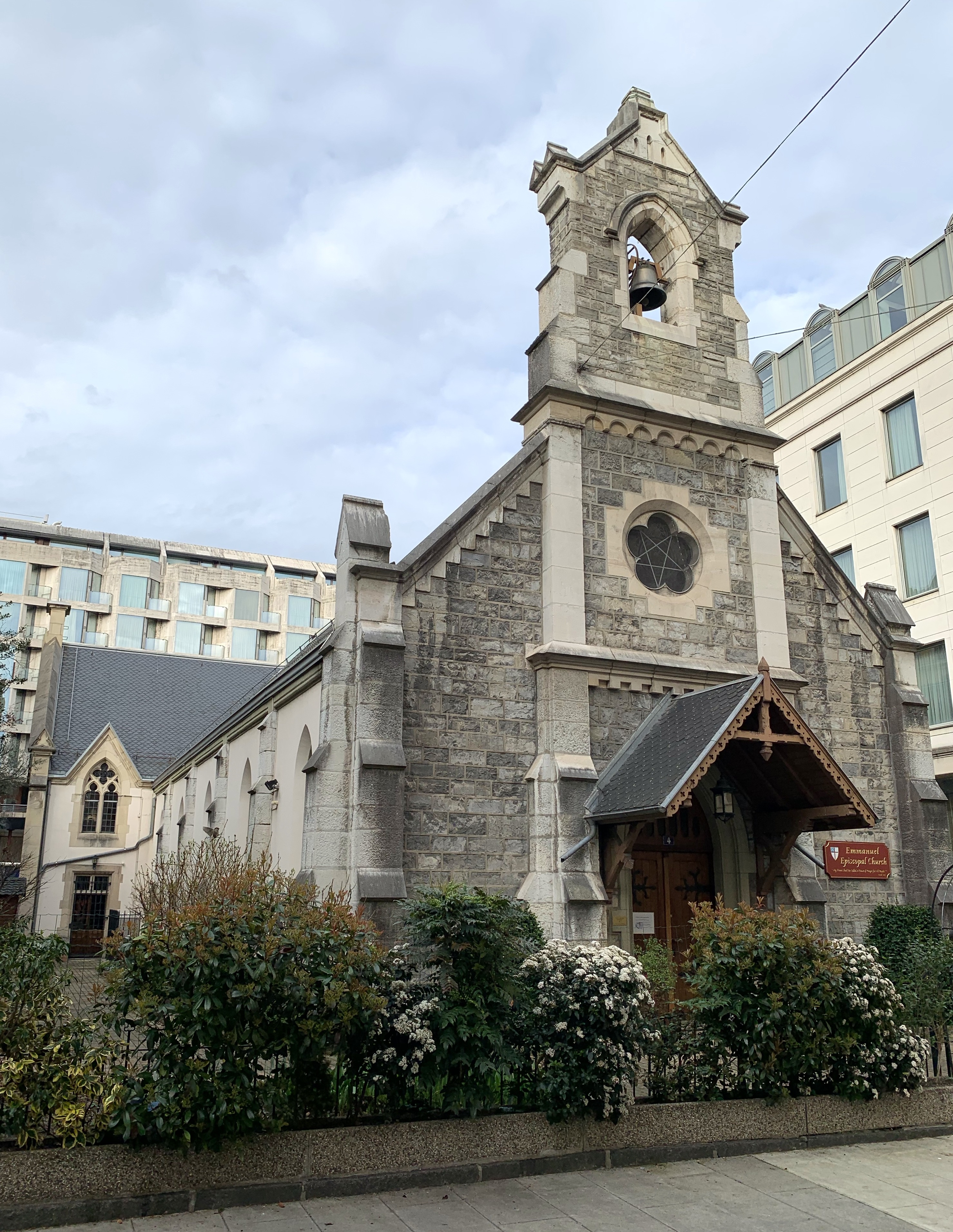
Église épiscopalienne de l'Emmanuel de Genève

L'Église épiscopalienne de l'Emmanuel en anglais Emmanuel Episcopal Church, située à Genève en Suisse, est une paroisse épiscopalienne anglophone de la convocation des Églises épiscopaliennes en Europe, membre de la Communion anglicane.

## Description
L'église était auparavant connue sous le nom de The American Church (et officieusement sous le nom de The American Chapel) mais cette désignation est abandonnée en 1977 à la lumière de la diminution de la participation américaine à la congrégation. En décembre 1924, l'église est constituée en fondation caritative de droit suisse : La Fondation de la Chapelle d'Emmanuel.

## Histoire
En 1872, un groupe multiconfessionnel d'Américains demanda le soutien de l'Église épiscopale des États-Unis pour fonder une église à Genève. Cela a été refusé et le groupe a fondé indépendamment une église «Union» cette année-là.
En 1873, l'Église épiscopale envoya le révérend William Chauncy Langdon pour fonder une église à Genève. Le premier service de la nouvelle église eut lieu au temple de la Fusterie le 28 juillet 1873, et en août l'évêque William Croswell Doane présida une réunion où l'église reçut le nom "Emmanuel" et un Vestry (conseil de paroisse) a été élu.
Une période de friction entre les deux églises a pris fin lorsqu'elles ont été fusionnées en juin 1875. L'accord de fusion comprenait la disposition "... l'église combinée... pourrait abandonner le nom d'Emmanuel". Les articles de presse au moment de l'ouverture et de la consécration du bâtiment (1878) font le plus souvent référence à "l'Église épiscopale américaine".
En 1876, The Emmanuel Chapel Company est formée pour la construction d'une église; MM Barbey, Bates, Delavin, Collins et Marcelin étant les administrateurs. La première pierre du bâtiment a été posée le 27 juillet 1877 par l'ancien président américain Ulysses S. Grant sur un terrain donné par Henry I. Barbey, sur ce qui était alors la rue des Voirons. Le premier service a eu lieu dans l'église le dimanche de Pâques, le 21 avril 1878, en présence du consul et du vice-consul américains. Le bâtiment a été consacré le 24 août 1878 par l'évêque Abram Newkirk Littlejohn de Long Island,,.
L'église se dresse sur un terrain gagné sur le lac au début du XVIIIe siècle. Elle s'étend sur un axe approximativement sud-ouest à nord-est, en raison des contraintes de son environnement.
Une extension, la Maison Paroissiale, a été conçue par Edmond Fatio et inaugurée en novembre 1930. Elle est rattachée à l'extrémité "Est" de l'église, et contient les salles paroissiales, les bureaux et la bibliothèque en anglais (anciennement la « bibliothèque américaine ») ouvrant sur la rue de Monthoux.
L'orgue actuel, de Hans Füglister, a été inauguré le 23 juin 1991.

## Personnalités
- Henry I. Barbey (1832–1906), époux de Mary Lorillard Barbey, était à l'origine membre de l'Église "Union" puis membre de l'Emmanuel Sacristie pendant 31 ans. Il fit don du terrain pour la construction du bâtiment de l'église, et finança en partie sa construction et son exploitation pendant les premières années[1]. Une fenêtre du côté "Nord" (N2) lui est dédiée. Il était l'oncle d'Edmond Fatio, architecte de la Maison Paroissiale[7].

- James T. Bates, créateur du quotidien Tribune de Genève, fut membre fondateur de l'église et membre de la sacristie pendant 38 ans[1]. Une fenêtre sur la La face « Nord » (N5) lui est dédiée.

- Rev. William Chauncy Langdon[8], le premier recteur, et George Washington Holland (commémoré dans la fenêtre latérale "Sud", S1) étaient deux des cofondateurs du YMCA.

- Le révérend chanoine Nicolas T. Porter (recteur 2000-2005) et son épouse Dorothy étaient les fondateurs de Jerusalem Peacebuilders[9]

- Autres dédicaces de vitraux :

N1 : Martha B. Wheaton, 6 juillet 1879

N3 : Elizabeth Alvina Hyde, 1814-1886

N4 : Margarita Alden Parks, 3 janvier 1854 - 25 février 1888

S3 : Mary Norwood Howell

S4 : Jane E. Vail, 1848-1934

S5 : Charles M. Belden, Recteur : 1902-1919

- Les fidèles en visite incluent le président Dwight D. Eisenhower et le militant des droits civiques Andrew Young.